# 飞蛾槭
飞蛾槭（学名：Acer oblongum）为槭树科槭属下的一个种。

## 变种
宽翅飞蛾槭（学名：Acer oblongum）为槭树科槭属下的一个变种。

## 扩展阅读
- 維基物種上的相關：飞蛾槭

1. ↑  . 中国植物物种. 昆明: 中科院昆明植物研究所.   [2013年1月17日]. （原始内容存档于2016-03-05）.（简体中文）